# Areado
Areado este un oraș din unitatea federativă Minas Gerais, Brazilia.